# Stinksot

## Förekomst och betydelse
Stinksot angriper främst vete och förekommer i hela landet. Veteodlingar i länder med mycket vete i sin växtföljd har en större förekomst av sjukdomen. Väldigt mindre frekvent kan råg och andra gräsarter också angripas.
Stinksot är en utsädesburen svampsjukdom som främst angriper höstvetet. I inte lika stor utsträckning angrips vårvete av svampen, då det är mer gynnsamma förhållanden under hösten. När betning sker på utsädet så är uppkomsten av sjukdomen liten. Innan betning på utsäde fanns var stinksot den mest allvarliga och mest förekommande svampsjukdomen på vete.

## Biologi och spridning
Stinksot (Tilletia caries) är en svampart som först beskrevs av Augustin Pyrame de Candolle, och fick sitt nu gällande namn av Tul. & C. Tul. 1847. Tilletia caries ingår i släktet Tilletia,  och familjen Tilletiaceae.   Inga underarter finns listade. Skadegöraren är en basidiesvamp.
När stinksot har smittat vetet så är kärnorna sporfyllda, och det bildas cirka fem miljoner sporer i varje kärna. Det som händer sedan vid tröskning är att kärnorna går sönder. Vilket resulterar en spridning av sporer till andra friska kärnor och då sker en infektion, men sprids också vidare till närbelägna fält och smittar marken. Det vill säga kan stinksot både vara utsädesspriden och en markburen smitta.
Stinksotsporerna gror i marken, där de bildar ett parasitärt mycel som angriper groende veteax och gör att endosperm och embryo i veteaxen förstörs. Trådarna från svampen, de så kallade hyferna, tar sig in i axanlaget och förflyttar sig upp genom plantan under tiden som plantan växer. När småaxen bildas tar mycelet sönder kärnanlaget och bildar sedan det så kallade sotaxet vid mognaden.
Om jordtemperaturen de första dagarna efter sådd är mellan 5 och 10 grader gynnar det sjukdomen att angripa grodden. Sedan framtills axgång så befinner sig svampen i plantan utan att visa något tecken på att stinksot finns.

## Kännetecken
Angripna veteax kan kännas igen på sin blågröna färg och sin lukt, som påminner om ruttnande fisk. Lukten beror på spormassan, som också gör kärnorna uppsvällda. Genom att ta isär kärnan kan man också identifiera kärnor som har fått infektionen stinksot. Genom att ta sönder kärnan kommer det bildas en svart pulverartad massa, det vill säga det är det som luktar illa. Svampen som förekommer i axen, medför att kärnorna får färgen gråbrun med en matt nyans. Om axet blivit angripit av stinksot är oftast alla småaxen i form av sotsporer, men kan vara endast ett fåtal kärnor som är smittad. Men oftast om en kärna är angripen är oftast hela axet också angripet. Angreppet medför också att axet gulnar senare än ax utan angrepp. Även får axen en mer spretig form men också en kortare längd. Längden på stråna precis efter axgång är kortaren än normalt vid ett angrepp av stinksot.

## Bekämpning
Åtgärder som kan göras för att missgynna stinksot är bland annat att så med friskt, betat eller värmebehandlat utsäde. Även att växtföljden utformas så att inte höstvete ska vara efter en gröda med svampsjukdomen stinksot. En annan åtgärd som kan göras är en tidig sådd för höstsådda grödor för att hindra groning då jordtemperaturen inte är lika gynnsam för svampen tidigt på hösten. Men också använda sig av resistenta sorter.

## Förväxlingsrisk
Dvärgstinksot.

 Wikimedia Commons har media som rör Stinksot.